# Odio le hit estive
Odio le hit estive è un singolo del rapper italiano Shade, pubblicato il 1º luglio 2016.

## Video musicale
Il video del brano è stato pubblicato sul canale YouTube del rapper il 15 luglio 2016.

## Tracce
Testi di Vito Ventura, musiche di Giacomo Sapienza.
1. Odio le hit estive – 2:58